# Matterhorn Bobsleds
Matterhorn Bobsled in Disneyland (Anaheim, Kalifornien, USA) ist eine doppelte Stahlachterbahn, die 1959 eröffnet wurde. Sie war die erste Achterbahn weltweit, deren Schienen aus Stahlrohren gefertigt wurden und wurde von WED Enterprises in Zusammenarbeit mit Arrow Dynamics hergestellt. Die Bahn war damit wegweisend für die Konstruktion von Stahlachterbahnen wie man sie heute kennt.
Die Strecken führen durch einen künstlichen Berg, der das Matterhorn im Maßstab 1:100 nachstellen soll. Die Züge durchfahren zum Ende jeder der Bahnen ein Gewässer, wodurch sie auch abgebremst werden, für die Schlussbremsung und die Blockbremsen kommen aber Klotzbremsen zum Einsatz.
Im Januar 2012 kündigte Disney an, die Achterbahn bis zum Sommer des Jahres zu schließen, um die Züge zu ersetzen und die Strecken entsprechend anzupassen. Die Züge werden anders als die bisherigen, die in zwei Wagen Platz für zwei mal zwei Personen boten, aus zwei Wagen für jeweils drei Personen hintereinander bestehen.

## Geschichte

### Hintergrund
Während des Baus von Disneyland konnte Walt Disney nicht alle seine Ideen und Visionen für seinen Park umsetzen. Gründe dafür waren ein Mangel an Geld und an Zeit. Durch den Aushub des Wassergrabens von Sleeping Beauty Castle entstand zwischen Fantasyland und Tomorrowland ein großer Erdhügel, welcher „Holiday Hill“ genannt wurde. Da sich dieser Hügel abseits der großen Besuchermassen befand, wurde er häufig von Liebespaaren aufgesucht, deren Aktivitäten Walt aufgrund der hohen Anzahl an Kindern nicht in seinem Park wollte, daher wurden anschließend die Sicherheitspatrouillen in dieser Umgebung erhöht.
Durch den Bau des Disneyland Skyways 1956 entstand auf dem Erdhügel eine große, stählerne Seilbahnstütze, über welche das Stahlseil der Attraktion führte. Kurz nach dessen Eröffnung kam in Walt die Idee auf, den gesamten Erdhügel in eine funktionierende Rodelbahn mit echtem Schnee zu verwandeln. Doch schnell zeigte sich, dass die Herstellung von Schnee in den benötigten Ausmaßen nicht realisierbar war.
1958 reiste Walt nach Zermatt in die Schweiz, um über die Dreharbeiten von Third Man on the Mountain zu wachen. Während des Drehs kam ihm der Gedanke, seine früheren Ideen für eine Rodelbahn mit dem Matterhorn und seiner markanten Gestalt zu kombinieren (Zermatt liegt am Nordostfuss des Matterhorns und bietet praktisch uneingeschränkte Sicht auf den Berg). Daraufhin sendete er eine Postkarte mit dem Matterhorn als Motiv an seinen Parkdesigner (Imagineer) Vic Greene mit den Worten: “Vic. Bau das. Walt.” (Originaltext: “Vic. Build This. Walt”).

### Eröffnung und weitere Entwicklung
1959 öffnete Matterhorn Bobsleds gemeinsam mit Submarine Voyage und der Disneyland Monorail seine Tore. Die Attraktion selber diente auch als eine Art Fassade für die Stütze der Seilbahn, welche fortan den Berg durchquerte. Die Gäste des Disneyland Skyways konnten auf diese Weise das Innenleben des Berges sehen.
Die 1970er Jahre standen ganz im Zeichen von großen Veränderungen für Matterhorn Bobsleds. Nach der Eröffnung 1959 wurde sie als Teil des Themenbereichs Tomorrowlands gelistet. 1972 wurde die Attraktion dem benachbarten Fantasyland zugeteilt. Die erste große Renovation für die Attraktion seit deren Eröffnung erfolgte 1978, bei welcher u. a. das gesamte Innenleben in kleinere Eistunnel unterteilt und neue Züge eingesetzt wurden. Zudem wurde nun ein Schneemensch mit dem Namen Harold hinzugefügt, auf welchem die eigentliche Geschichte der Attraktion basiert. Harold tauchte nun fortan während der Fahrt drei Mal in Form eines Animatronic (in der Disney-Welt auch Audio-Animatronic) auf.
Die nächste, größere Änderung erfuhr Matterhorn Bobsleds 1994, als der Disneyland Skyway seinen Betrieb einstellte und die großen Durchgangslöcher der Gondelbahn durch den Berg zugefüllt wurden. Weiter wurde der gesamte Berg neu gestrichen, neue Züge hinzugefügt und der Einstiegsbereich neu gestaltet.
2015 fand die neuste Renovation statt. Die alten Animatronics von Harold aus den 1970er Jahren wurden durch neue, lebendigere ersetzt, zudem wurden neue Züge hinzugefügt. Des Weiteren wurden im Bereich des Lifthills neue, digitale Monitore als Wände in Eisform angebracht, welche die Geschichte um Harold einleiten. Als Erinnerung an die frühere Disneyland Skyway, welche den Berg passierte, wurde an einer Stelle während der Fahrt eine ehemalige Gondel des Skyways angebracht, zusammen mit zwei ursprünglichen Zügen bzw. Schlitten von 1959.

## Fotos

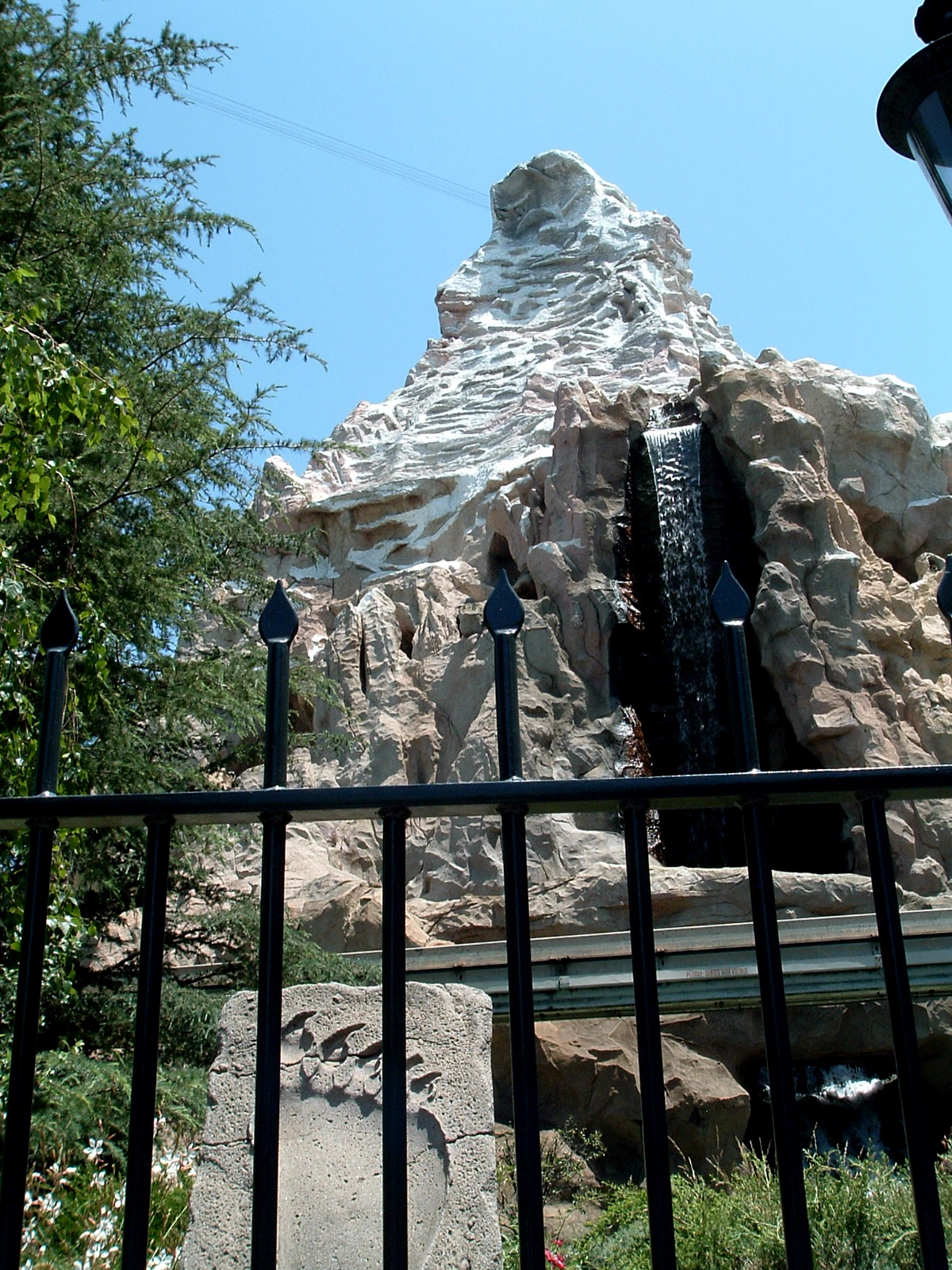
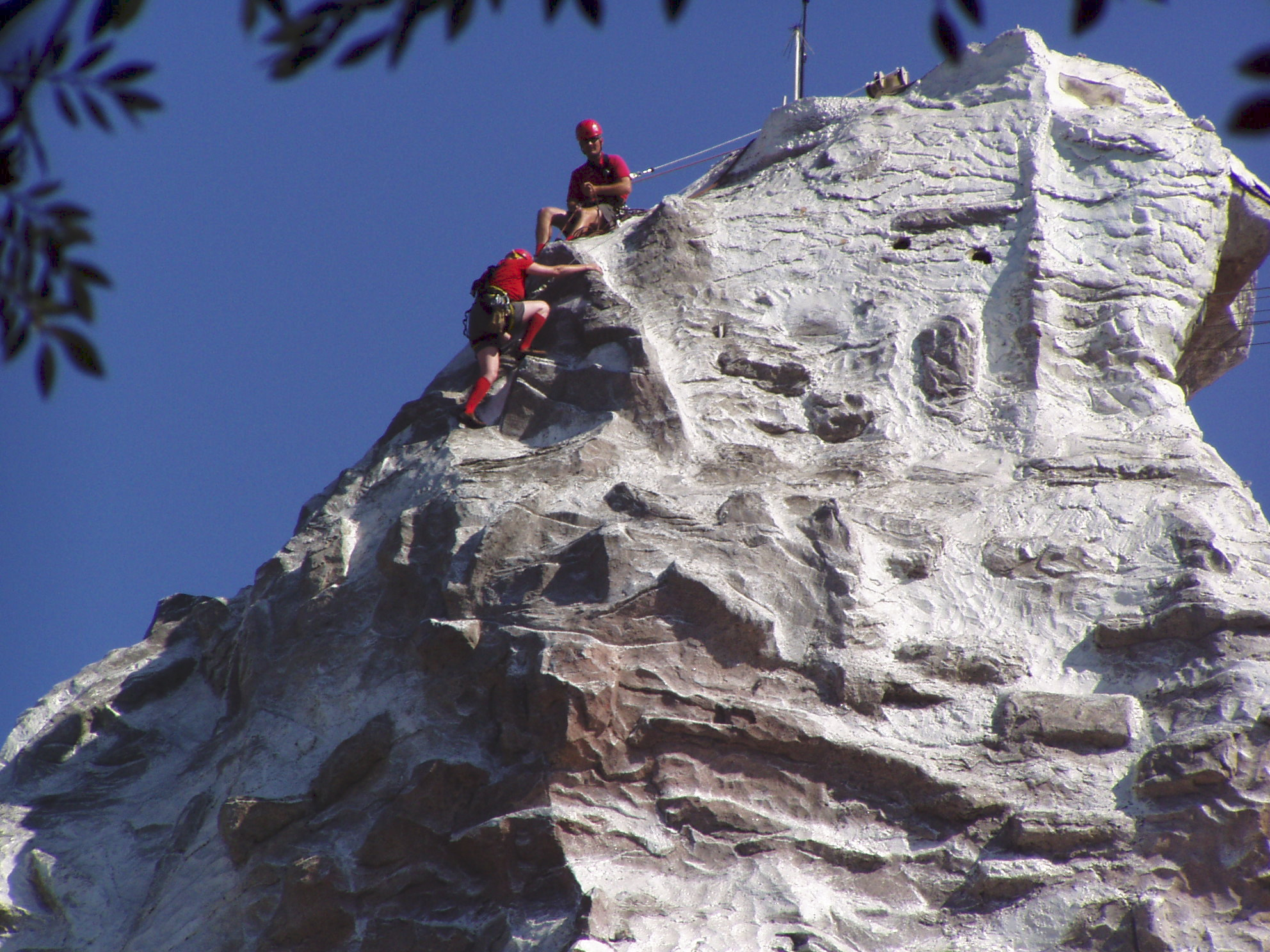
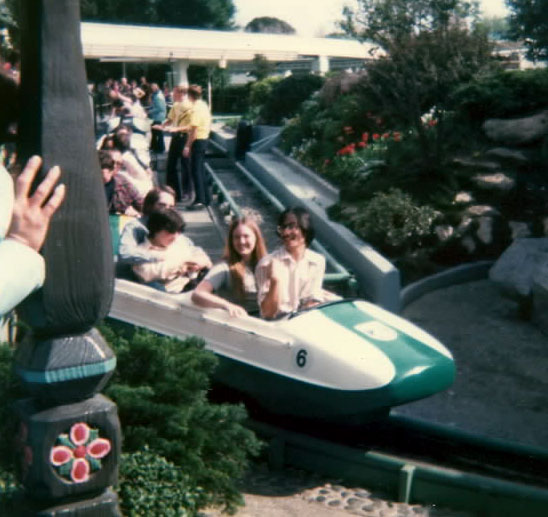
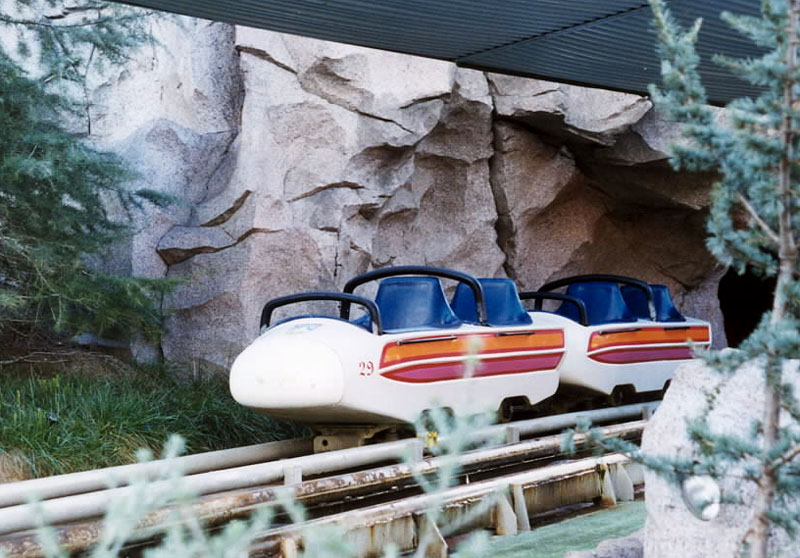
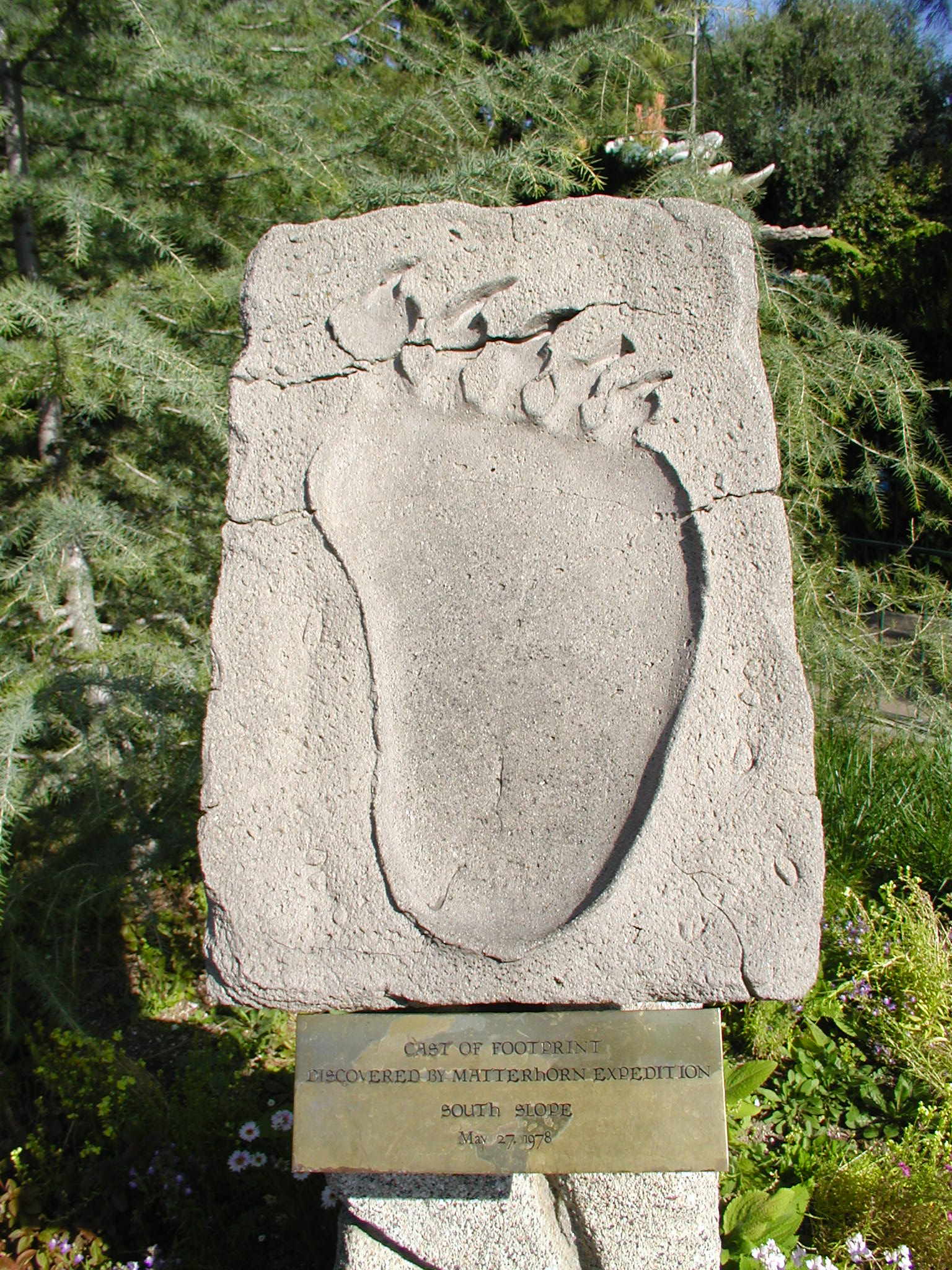
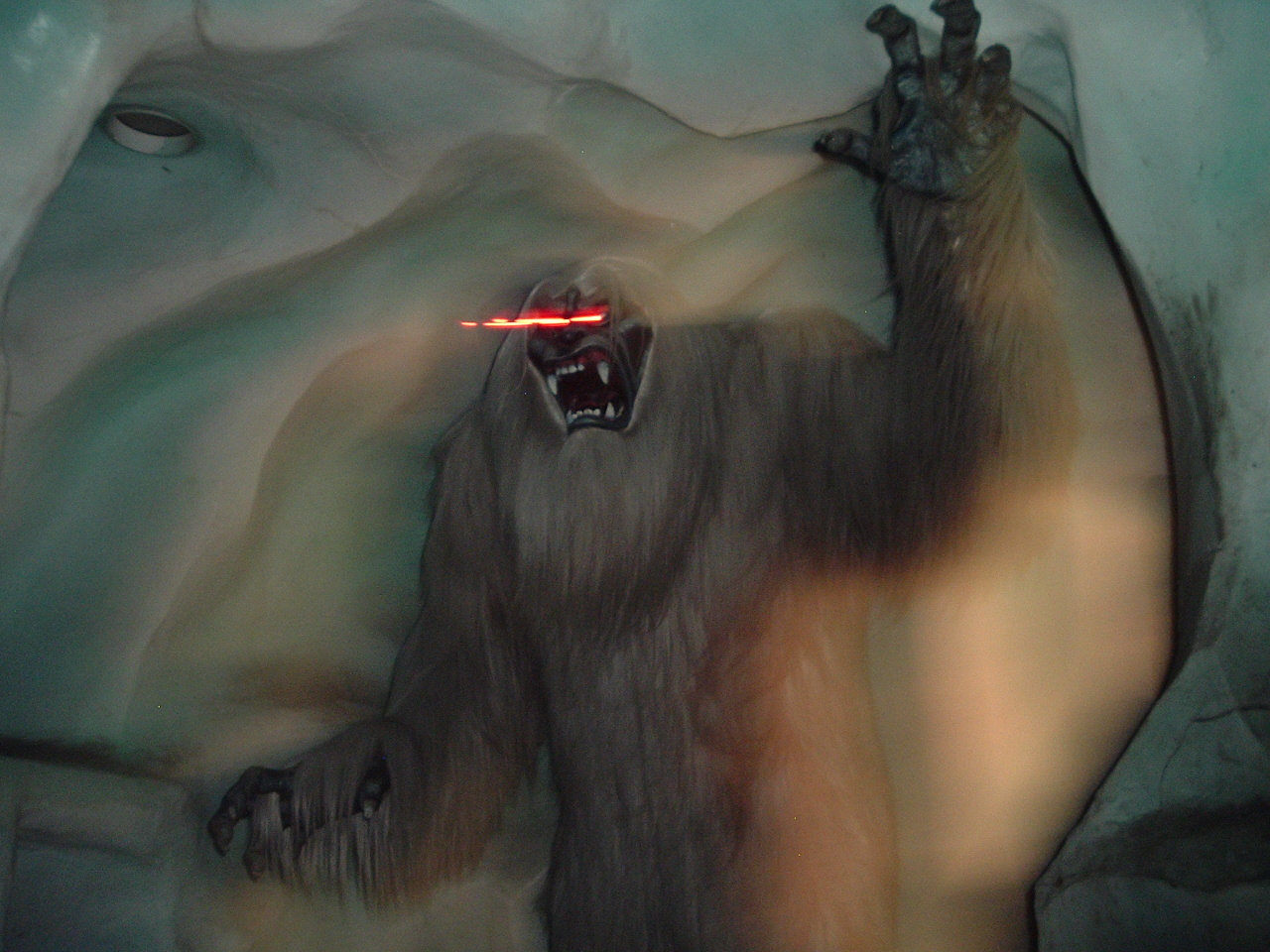